# Вейнсвілл (Міссурі)
Вейнсвілл (англ. Waynesville) — місто (англ. city) в США, в окрузі Пуласкі штату Міссурі. Населення — 5406 осіб (2020).

## Географія
Вейнсвілл розташований за координатами 37°49′15″ пн. ш. 92°13′12″ зх. д. / 37.82083° пн. ш. 92.22000° зх. д. (37.820695, -92.219932).  За даними Бюро перепису населення США в 2010 році місто мало площу 16,70 км², з яких 16,63 км² — суходіл та 0,07 км² — водойми.

### Клімат
| Клімат : Вейнсвілл      | Клімат : Вейнсвілл | Клімат : Вейнсвілл | Клімат : Вейнсвілл | Клімат : Вейнсвілл | Клімат : Вейнсвілл | Клімат : Вейнсвілл | Клімат : Вейнсвілл | Клімат : Вейнсвілл | Клімат : Вейнсвілл | Клімат : Вейнсвілл | Клімат : Вейнсвілл | Клімат : Вейнсвілл | Клімат : Вейнсвілл |
| Показник                | Січ.               | Лют.               | Бер.               | Квіт.              | Трав.              | Черв.              | Лип.               | Серп.              | Вер.               | Жовт.              | Лист.              | Груд.              | Рік                |
| Абсолютний максимум, °C | 26,1               | 29,4               | 30,6               | 37,2               | 34,4               | 40,0               | 46,1               | 41,7               | 40,0               | 36,1               | 30,0               | 26,1               | 46,1               |
| Середній максимум, °C   | 5,6                | 8,9                | 15,0               | 20,0               | 23,9               | 28,3               | 31,1               | 30,6               | 26,1               | 21,7               | 13,9               | 7,8                | 19,4               |
| Середній мінімум, °C    | −6,7               | −3,9               | 1,1                | 6,1                | 11,7               | 16,7               | 19,4               | 18,3               | 13,9               | 7,2                | 1,1                | −3,9               | 6,8                |
| Абсолютний мінімум, °C  | −30,6              | −30,6              | −25,6              | −10,6              | −4,4               | 1,7                | 5,6                | 2,2                | −4,4               | −11,7              | −19,4              | −31,7              | −31,7              |
| Норма опадів, мм        | 57                 | 61                 | 101                | 104                | 120                | 106                | 95                 | 90                 | 103                | 99                 | 111                | 85                 | 1131               |
| ----------------------- | ------------------ | ------------------ | ------------------ | ------------------ | ------------------ | ------------------ | ------------------ | ------------------ | ------------------ | ------------------ | ------------------ | ------------------ | ------------------ |
| Джерело:                |                    |                    |                    |                    |                    |                    |                    |                    |                    |                    |                    |                    |                    |

## Демографія
Згідно з переписом 2010 року, у місті мешкало 4830 осіб у 1894 домогосподарствах у складі 1252 родин. Густота населення становила 289 осіб/км².  Було 2088 помешкань (125/км²).
Расовий склад населення:
| - 73,6 % — білих - 12,4 % — чорних або афроамериканців - 3,4 % — азіатів - 1,1 % — корінних американців - 0,5 % — вихідців з тихоокеанських островів - 2,5 % — осіб інших рас |

До двох чи більше рас належало 6,5 %. Частка іспаномовних становила 8,1 % від усіх жителів.
За віковим діапазоном населення розподілялося таким чином: 28,0 % — особи молодші 18 років, 60,8 % — особи у віці 18—64 років, 11,2 % — особи у віці 65 років та старші. Медіана віку мешканця становила 32,6 року. На 100 осіб жіночої статі у місті припадало 89,2 чоловіків;  на 100 жінок у віці від 18 років та старших — 86,5 чоловіків також старших 18 років.
Середній дохід на одне домашнє господарство  становив 57 728 доларів США (медіана — 52 870), а середній дохід на одну сім'ю — 61 339 доларів (медіана — 61 000). Медіана доходів становила 42 106 доларів для чоловіків та 38 024 долари для жінок. За межею бідності перебувало 13,3 % осіб, у тому числі 15,1 % дітей у віці до 18 років та 7,7 % осіб у віці 65 років та старших.
Цивільне працевлаштоване населення становило 1683 особи. Основні галузі зайнятості: освіта, охорона здоров'я та соціальна допомога — 46,7 %, публічна адміністрація — 12,8 %, фінанси, страхування та нерухомість — 7,7 %, виробництво — 4,9 %.